# ブロンコビリー
株式会社ブロンコビリー（英: BRONCO BILLY Co., LTD.）は、東海地方（愛知県・岐阜県・三重県・静岡県）を中心にステーキレストランチェーンを運営している会社。当ページでは、レストランチェーンとしてのブロンコビリーについても述べる。

## 概要
1978年に名古屋市北区で開業した「ステーキハウスブロンコ」を母体として、1983年にレストランチェーンを設立した。名前はスペイン語で「野生の馬」「荒々しい」という意味のブロンコと、アメリカの少年の名前であるビリーの名前を組み合わせたもので、「元気で少年少女のような夢を持った会社」でありたいという意図で命名したという。ブロンコはかつて加盟していたステーキハウスのフランチャイズ店の名称だった。
東海地方を中心に、東京都・埼玉県・神奈川県・千葉県・滋賀県・京都府・大阪府・兵庫県・奈良県にも出店。1997年からは、営業を終了していた名古屋市名東区内の店舗を、本社の社屋に転用している。
2020年12月末時点での店舗数は128店舗。全店直営の郊外型店舗で、駐車場を完備している。2014年度には、創業以来初めて日本の飲食業界で最高水準の売上高経常利益率（15.4%）を達成した。
「ステーキハウスブロンコ」の開業当初から、オープンキッチンやサラダバーを店舗に設置。炭火焼きによるオープンキッチンでのステーキ・俵型ハンバーグの調理や、サラダバーにおける新鮮な野菜・季節料理の食べ放題サービスなどを提供している。しかし、スープについてはメイン料理が運ばれる前に従業員がカップ1杯を運ぶだけに留まり、同業他社に散見されるようなスープバー形式は提供していない。
1998年には、炭火焼きによる調理やサラダバーを休止したうえ、当時日本の外食業界を席巻していた低価格競争に参入するが、メニューの質が低下したことなどで客離れを招いた。さらに、主な食材である牛肉を日本国外（オーストラリアなど）からの輸入で賄っていることを背景に、2001年に発生したBSE問題で一気に5億円規模の赤字を計上。株式会社ブロンコビリー（以下「運営会社」と略記）は一時、倒産の寸前にまで陥った。
創業者の竹市靖公（たけいち やすひろ、以下「靖公」と略記）は、以上の問題をきっかけに、経営の軸足を「低価格戦略による事業規模の拡大」から「顧客に提供する価値の向上」へ転換。「他では真似のできないもので客を喜ばす」「客も従業員もすべて幸せにする」という本来の信念に立ち返りながら、質の高いメニューの提供と、徹底的なコスト削減（自社所有のセントラルキッチンを活用した食材製造・加工の内製化など）によって業績を回復させた。
2007年には、運営会社がJASDAQに上場。2011年には、東証1部・名証1部への銘柄変更を果たした。当時代表取締役社長を務めていた靖公は、自身が保有していた同社株の一部を2009年に現場の幹部へ贈与。2010年9月には、勤続1年半以上の社員と勤続8年以上のパート・アルバイト店員を対象に、1名当たり100株を無償で割り当てた。2013年3月からは代表取締役会長に就任する一方、長男の克弘を代表取締役社長に昇格させている。
現在は、炭火焼きによる調理やサラダバーを再開させているほか、各店にかまども設置。通常の業務用米より2倍高い価格で仕入れた新潟県中魚沼郡津南町産のコシヒカリをかまどで炊きあげ、顧客に提供している。その一方、年2回のアメリカ研修へパート・アルバイト店員を交互に参加させるなど、人材教育や勤務環境の充実にも力を入れている。靖公によれば、同業他社の事例を反面教師として、売上高の1%以上に相当する費用を人材教育に充てているという。

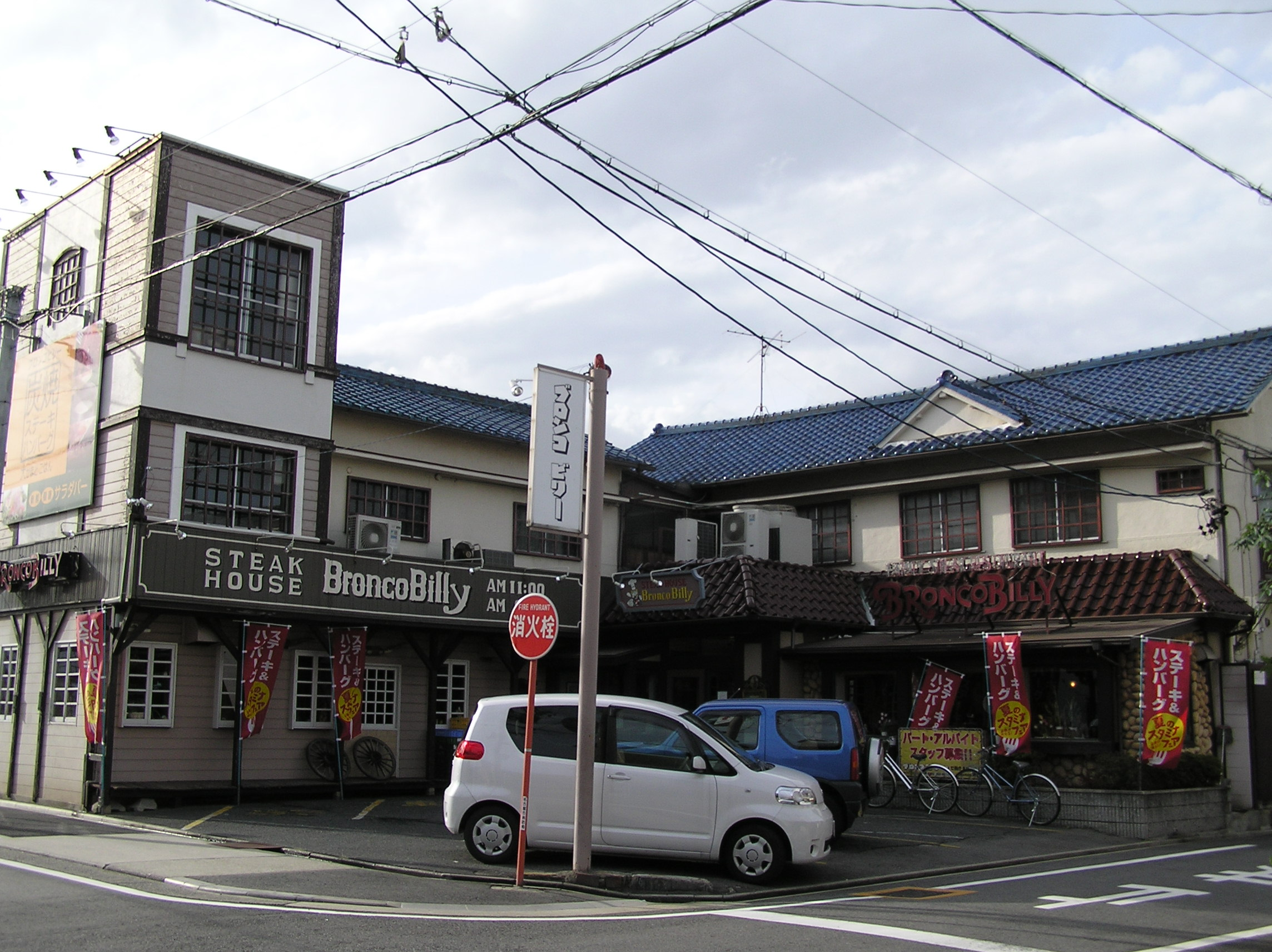
第1号店のブロンコビリー大曽根店（現存せず）

## 沿革

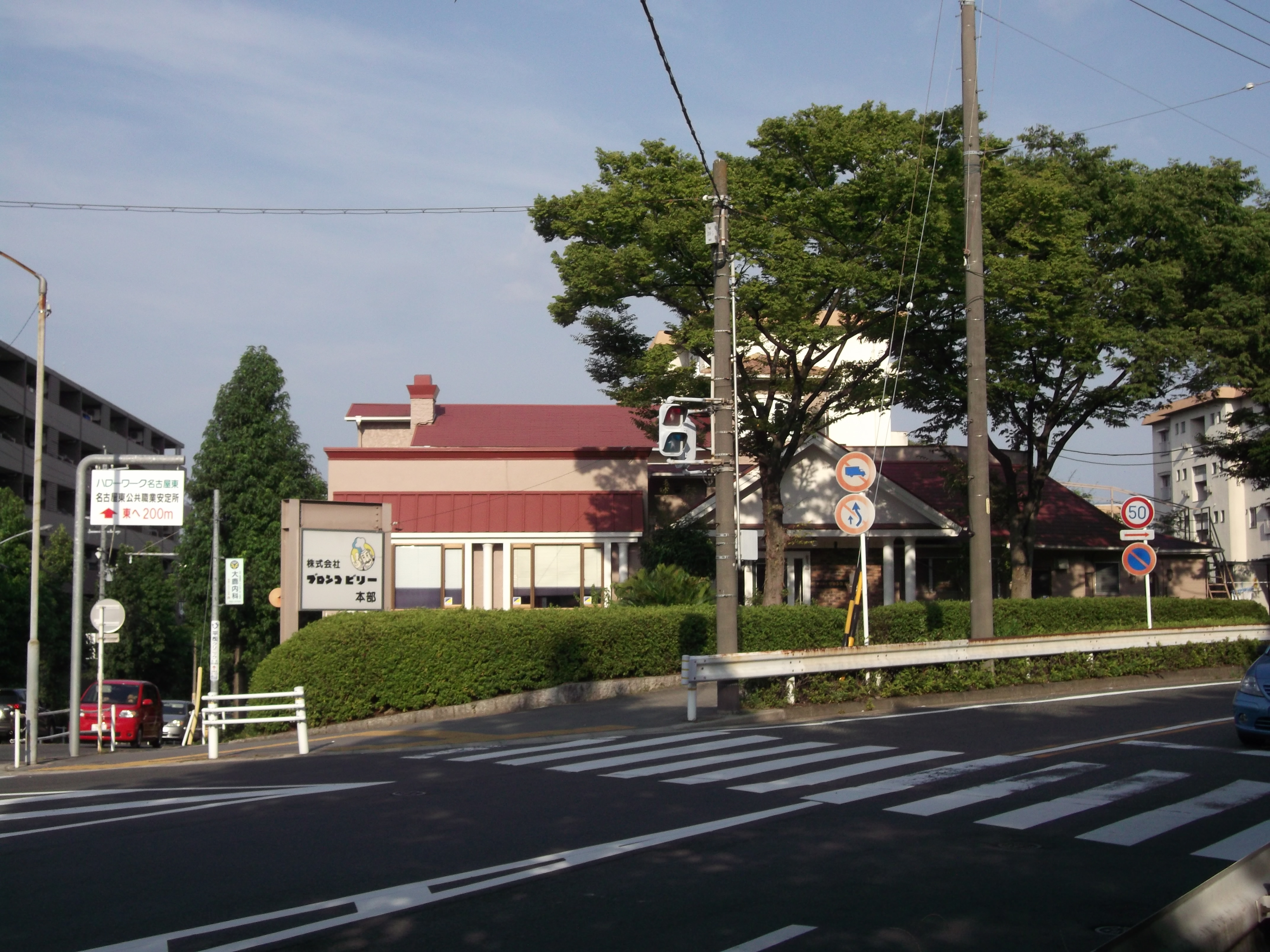
旧本社

- 1969年（昭和44年）- 名古屋市北区において喫茶トミヤマとして創業[WEB 11][注釈 1]。創業者の父が、自身の所有する名古屋市北区の土地に建物を建て、息子に喫茶店の経営を任せたのがはじまりであった[3]。このトミヤマという店名は、高校卒業後に靖公の就職先となった大阪の「トミヤマシューズ」の店名から命名した[3]。
- 1978年（昭和53年）6月 - ステーキハウスブロンコ大曽根店創業[WEB 11]。ブロンコは当時全国12店舗を展開するステーキ店で、喫茶店に隣接して新たに立ち上げたフランチャイズ店であった[2]。開店当初は来客も少なく、1ポンドのステーキを3枚、ライスもしくはパン、サラダ、ドリンクを3セット分完食したら無料というキャンペーンを実施したことからテレビに取り上げられ、知名度向上に貢献したという[4]。のちに名古屋市千種区に2店舗を開業した[5]。
- 1981年（昭和56年） - ステーキハウスブロンコ大曽根店を全面改装し、ステーキハウスブロンコビリーとする[WEB 11]。ブロンコから離脱し、ブロンコビリーとして独立した[6]。
- 1983年（昭和58年）12月 - 株式会社ブロンコ設立[WEB 12]。
- 1993年（平成5年）- 自社工場コミサリー・社員寮ブロンコホープタウン完成[WEB 11]。
- 1995年（平成7年）1月 - 現社名に変更[WEB 12]。
- 1997年（平成9年）- 本社を名古屋市名東区の現社屋に移転[WEB 12]。
- 1999年（平成11年）- ブロンコビリー創業以来のサラダバーを廃止[7]。
- 2002年（平成14年）- ジャストインタイム生産システム（JIT）導入[WEB 11]。
- 2004年（平成16年）〜2005年（平成17年） - 全店舗を改装[WEB 12]。
- 2006年（平成18年）- 全店舗を再改装[WEB 12]。
- 2007年（平成19年）11月2日 - ジャスダック上場[WEB 12]。
- 2008年（平成20年）9月22日 - 昭島昭和の森店（東京都）がオープンし、関東地方へ再進出。1990年代前半にも東京に1店舗を開いたが、すぐに撤退していた[8]。
- 2009年（平成21年）
  - 7月18日 - 三島南田町店（静岡県）火災（厨房より出火・全焼）
  - 9月18日 - 三島南田町店がリニューアルオープン。
- 2010年（平成22年）9月6日 - 青葉台店（神奈川県）がオープンし、神奈川県へ進出。
- 2011年（平成23年）
  - 8月26日 - 東京証券取引所2部および名古屋証券取引所2部に上場[WEB 12]。
  - 10月14日 - ジャスダック上場廃止。
- 2012年（平成24年）
  - 3月18日 - 岡崎稲熊店（愛知県）火災（厨房より出火・全焼）
  - 8月27日 - 東京証券取引所1部および名古屋証券取引所1部に変更[WEB 12]。
- 2013年（平成25年）
  - 3月 - 創業者靖公の長男である克弘が社長に就任し、靖公は会長に退く[9]。
  - 7月28日 - 北名古屋店（愛知県）火災（厨房より出火・一部焼失）
  - 8月6日 - 足立梅島店（東京都）で、アルバイト店員2人が、冷凍庫に入っているのを写真撮影し、それをTwitterに投稿する行為が発生した。（後述）
- 2019年（平成31年）3月 - 本社機能を新たに購入した名古屋駅前の「BBビル」に移転[10]。
- 2021年（令和3年）
  - 5月3日 - 創業者竹市靖公逝去[11]。
  - 9月1日 - 瀬谷店（神奈川県）火災（厨房裏より出火・一部焼失）。翌年8月24日、神奈川県警瀬谷署は同店への放火容疑で元従業員の男を逮捕した[WEB 13]。
- 2022年（令和4年）7月1日 - 株式会社松屋栄食品本舗の全株式を取得し、子会社化[WEB 14]。
- 2024年（令和6年）4月1日 - 株式会社レ・ヴァンの全株式を取得し、子会社化[WEB 15]。

## Twitter不適切投稿問題

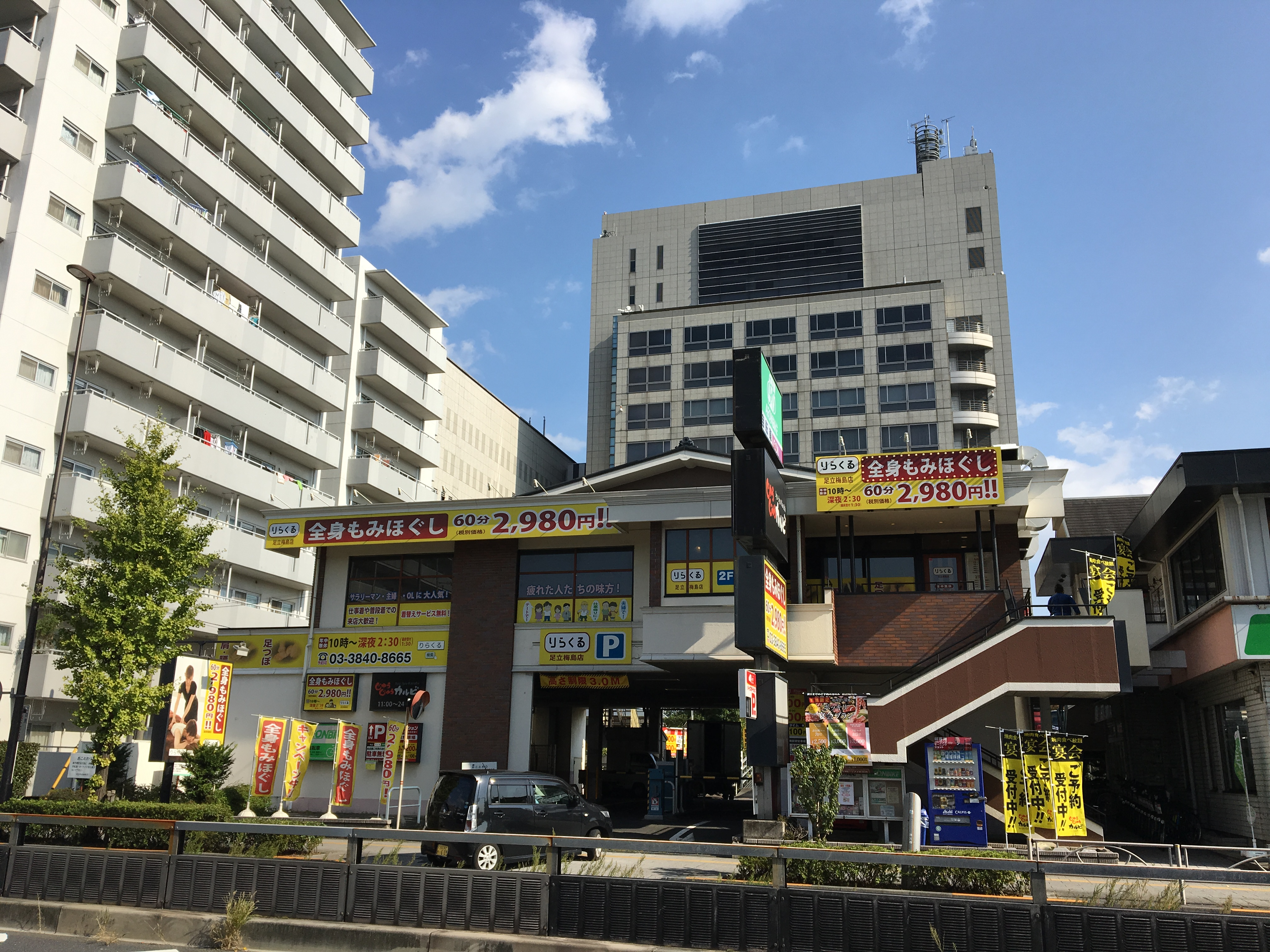
ブロンコビリー足立梅島店の跡地：りらくる足立梅島店（2016年11月撮影）

2013年8月5日に、当時営業していた足立梅島店で、アルバイト店員が食材を保管していた店内の冷凍庫に腰の付近まで入った姿を別の店員が写真に撮影。撮影した画像を、Twitter上の自身のアカウントに投稿した。さらに、翌6日に外部からの指摘で投稿が発覚した ことをきっかけに、当該アカウントは炎上状態に陥った。バカッター事件の一つでもある。
運営会社では、この問題を受けて、「店内の消毒と冷蔵庫の食材の廃棄・交換、店員の社員教育の再徹底を図る」として8月6日から当面休業をすることを発表。当該店員2人を解雇した。
運営会社では当初、店舗の消毒や清掃を徹底しながら、営業の再開を目指す方向を模索していた。しかし、「衛生上の問題でブランドイメージを完全に損なった」ことから、「顧客の声を聴く限り、今後の信頼回復は難しい」との判断で方針を変更。8月12日の臨時取締役会議で、足立梅島店を完全に閉店することを決定した。この影響で、足立梅島店に勤務していた他の店員も全員解雇。5500万円の損害となり、当該投稿に関与した当該店員に対しては、損害賠償を請求する姿勢を明らかにした。ブロンコビリーの退店後、跡地にはりらくる（マッサージ店）が入居している。
竹市靖公は、この問題を通じて、人材が会社の未来を決めることを改めて確信。自身や運営会社の理念が現場の隅々にまで浸透していなかったことへの反省から、現場の若手社員の悩みを直々に聞く目的で、ビールを酌み交わしながらの合宿研修を毎月実施している。

## テレビ番組
- 日経スペシャル カンブリア宮殿 人気ハンバーグで外食利益率日本一 名古屋の人情親父経営（2015年10月15日、テレビ東京）[12]

## スポンサー番組
テレビ
- アキナのほめらレストラン（テレビ大阪）- 放送終了。一時期はテレビ愛知にもネットされていた。
- ぐっさん家（東海テレビ）
- まんが名作劇場 サザエさん（東海テレビ） - 放送終了。同局のみ番組提供を行った。
- 遠くへ行きたい（読売テレビ・日本テレビ系列）

ラジオ
- CBCドラゴンズナイター（CBCラジオ）